# Ölgötze
Ölgötze, manchmal auch Ölberggötze, ist eine umgangssprachliche spöttische oder abwertende Bezeichnung für einen steif und stumm, wie ein Götze, wirkenden Menschen, im Sinne von Langweiler. Nach dem Grimmschen Wörterbuch wurde der Spottbegriff vor allem im Sinne von hochmütig und dumm verwendet. „Dasitzen oder dastehen wie die Ölgötzen“ ist eine feste Redewendung für stumm und steif herumsitzende oder stehende Personen, die nichts zur Unterhaltung beitragen oder sich dumm stellen.

## Herkunft
Der Begriff wurde in zwei unterschiedlichen Bedeutungen ab dem 16. Jahrhundert verwendet. Vorher ist er nicht nachweisbar.
Einerseits wurde die Bezeichnung spottend nach den im Ölgarten am Ölberg eingeschlafenen Jüngern Jesu verwendet, abgeleitet nach (Mt 26,40-43 ). Die ursprüngliche Bezeichnung war „Ölberggötze“.
Andererseits bezeichnet das Deutsche Wörterbuch der Brüder Grimm „ein mit Öl gesalbtes oder mit Ölfarben angestrichenes Götzenbild“ als Ölgötze. Der Begriff wurde in der Reformationszeit als Spottbezeichnung für die Heiligenbilder in den katholischen Kirchen verwendet, zum Beispiel von Zwingli. Davon abgeleitet wurde der Begriff dann auch für die Anbeter dieser Bilder benutzt, also als Spottwort für Katholiken, sowie für die mit heiligem Öl gesalbten katholischen Priester und auch für den Papst.
Eine regionale Bedeutung hat der Begriff laut Grimm in der Gegend um Henneberg, nämlich „ein Pfosten, an den man die Lampe aufhängt“. Dazu wurden in den ersten Zeiten des eingeführten Christentums alte abgenutzte hölzerne Götzen gebraucht.
In Thüringen wurden die figurenartig geschnitzten Abflussröhren der Ölmühlen und ein Gebäck Ölgötze genannt.